# Scott Tucker (zwemmer)
Scott Eric Tucker (Birmingham (Alabama), 18 februari 1976) is een Amerikaans zwemmer.

## Biografie
Tucker behaalde zijn grootste successen op de estafette.
Tucker won tijdens de Olympische Zomerspelen van 1996 in eigen land de gouden medaille op de 4×100 meter vrije slag, Tucker zwom enkel in de series. Vier jaar later won Tucker wederom als seriezwemmer de zilveren medaille op de 4×100 meter vrije slag.

## Internationale toernooien
| Jaar | Olympische Spelen                               | WK Langebaan                                                                              | Pan-Pacifische                                              | Pan-Am                                                                                           | WK Kortebaan                                                                                          |
| ---- | ----------------------------------------------- | ----------------------------------------------------------------------------------------- | ----------------------------------------------------------- | ------------------------------------------------------------------------------------------------ | --- |
| 1996 | 4x100m vrije slag · Tucker zwom enkel de series |                                                                                           |                                                             |                                                                                                  | |
| 1997 |                                                 |                                                                                           | 6e 100m vrije slag · 4x100m vrije slag                      |                                                                                                  | |
| 1998 |                                                 | 11e 100m vrije slag · 4x100m vrije slag · 4x200m vrije slag · Tucker zwom enkel de series |                                                             |                                                                                                  | |
| 1999 |                                                 |                                                                                           |                                                             | 4e 100m vrije slag · 200m vrije slag · 4x100m vrije slag · 4x200m vrije slag · 4x100m wisselslag | |
| 2000 | 4x100m vrije slag · Tucker zwom enkel de series |                                                                                           |                                                             |                                                                                                  | 100m vrije slag · 4x100m vrije slag · 4x200m vrije slag · 4x100m wisselslag                           |
| 2001 |                                                 | DQ 4x100m vrije slag DQ 4x100m wisselslag                                                 |                                                             |                                                                                                  | |
| 2002 |                                                 |                                                                                           | 5e 100m vrije slag · 9e 200m vrije slag · 4x100m vrije slag |                                                                                                  | 12e 50m vrije slag · 8e 100m vrije slag · 52e 100m wisselslag · 4x100m vrije slag · 4x200m vrije slag |
| 2003 |                                                 | 12e 100m vrije slag · 4x100m vrije slag                                                   |                                                             |                                                                                                  | |